# Renate Brauner

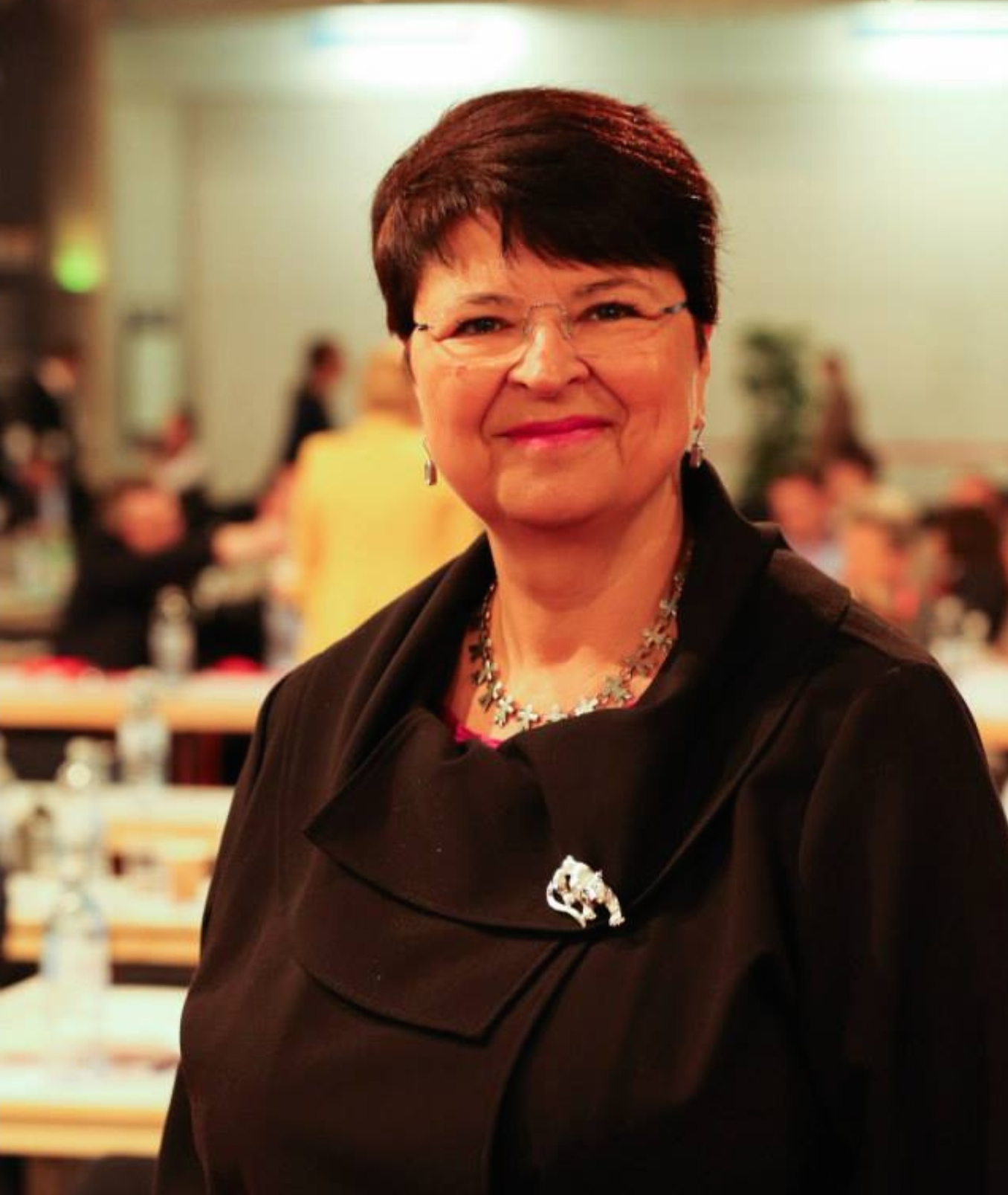
Renate Brauner 2014

Renate Brauner (* 23. Oktober 1956 in Wien) ist eine österreichische Politikerin (SPÖ). Sie ist stellvertretende Bundesparteivorsitzende der SPÖ. 
Sie war von 2007 bis 2015 Landeshauptmann-Stellvertreterin und Vizebürgermeisterin in Wien. Von 1996 bis Mai 2018 war sie amtsführende Stadträtin in Wien. 

## Kommunalpolitik
Die studierte Ökonomin war von 1983 bis 1990 Mitglied der Bezirksvertretung des 5. Wiener Gemeindebezirks, Margareten, und von 1990 bis 1996 Gemeinderätin und Abgeordnete zum Wiener Landtag.
Von 1996 bis Mai 2018 war sie als amtsführende Stadträtin Mitglied des Stadtsenates und der Landesregierung. Von 1996 bis 2004 war sie für Integration, Frauenfragen, Konsumentenschutz und Personal zuständig, 2001 übernahm sie zusätzlich die Zuständigkeit für die Feuerwehr. Von Juli 2004 bis Jänner 2007 war sie amtsführende Stadträtin für Gesundheit und Soziales.
Nach der Pensionierung des langjährigen Stadtsenatsmitgliedes Vizebürgermeister Sepp Rieder wurde sie ab dem 22. Jänner 2007 amtsführende Stadträtin für Finanzen, Wirtschaftspolitik und Wiener Stadtwerke (siehe Landesregierung und Stadtsenat Häupl IV) und von 2007 bis 2015 Vizebürgermeisterin der Stadt Wien, somit gleichzeitig Landeshauptmann-Stellvertreterin des Landes Wien.
Brauner war ab dem 23. März 2007 auch Präsidentin des Wiener Tourismusverbandes. 
Als Stadträtin trat sie gleichzeitig mit Bürgermeister Michael Häupl zurück, als Finanz- und Wirtschaftsstadtrat folgte ihr mit 24. Mai 2018 Peter Hanke nach. 
Nach ihrem Ausscheiden aus der Landesregierung wurde sie Bevollmächtigte der Stadt Wien für Daseinsvorsorge und Kommunalwirtschaft, was von den politischen Gegnern als Versorgungsposten kritisiert wurde. Als Präsident von WienTourismus folgte ihr mit 19. Juni 2018 Peter Hanke nach.

## Parteifunktionen
Von 1989 bis 1994 war sie Landesfrauensekretärin der SPÖ Wien und von 1994 bis 1996 Landesparteisekretärin der SPÖ Wien. Von 1998 bis April 2009 war sie Vorsitzende der SPÖ Margareten.
Renate Brauner war von 1997 bis April 2019 Vorsitzende der Wiener SPÖ-Frauen und stellvertretende Vorsitzende der Bundesfrauenorganisation der SPÖ. 
Bis zum Landesparteitag am 27. April 2019 war sie stellvertretende Landesparteivorsitzende der Wiener SPÖ.

## Weitere Tätigkeiten
Von 2001 bis 2018 fungierte Brauner als Präsidentin des Vereins „Die Helfer Wiens“ (ehem. Wiener Zivilschutzverband). Seit 2005 ist sie stellvertretende Vorsitzende des Kuratoriums des Fußballklubs SK Rapid Wien.
Ab dem 16. November 2011 war sie Präsidentin des Verbandes der Öffentlichen Wirtschaft und Gemeinwirtschaft Österreichs (VÖWG). 
In dieser Funktion löste sie Christian Oxonitsch ab. Am 1. September 2021 wurde Peter Hanke zu ihrem Nachfolger als Präsident des VÖWG gewählt.

## Ehrungen
- Am 6. Dezember 2007 ernannte Papst Benedikt XVI. sie zur Komturdame des Päpstlichen Ritterordens des heiligen Gregors des Großen[13] und der Orden wurde ihr am 25. Juni 2008 durch den Wiener Erzbischof, Kardinal Schönborn, überreicht.
- 2023: Großes Goldenes Ehrenzeichen für Verdienste um das Land Wien[14]

## Persönliches
Brauner war frühere Lebensgefährtin des damals noch jungen Politikers und späteren Langzeitbürgermeisters Michael Häupl (* 1949). Die enge Freundschaft soll laut Medienberichten auch nach Ende der Beziehung weiterbestanden haben.
Weiters wurde Brauner regelmäßig als potentielle Kandidatin erwähnt, wenn darüber spekuliert wurde, wer die Nachfolge Häupls, der 1994 bis 2018 als Bürgermeister amtierte, antreten könnte. 